# Hans Scharoun

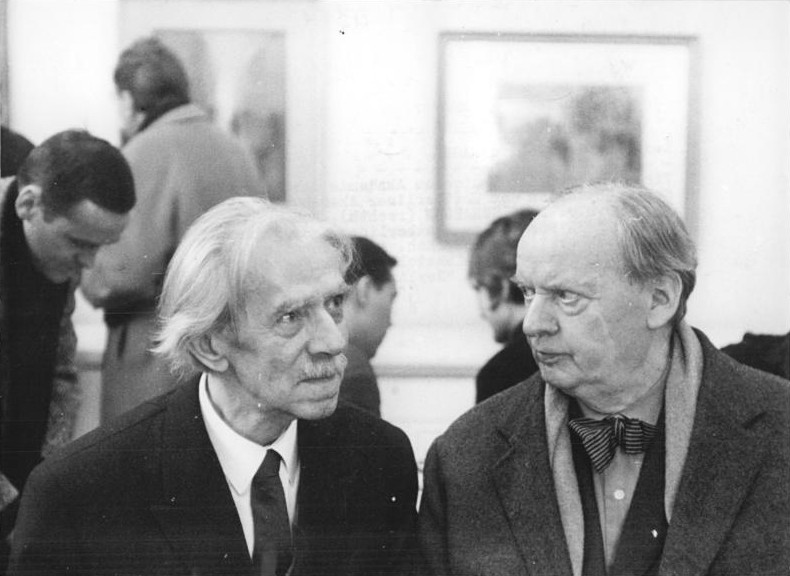
Hans Scharoun (direita) junto a Otto Nagel.

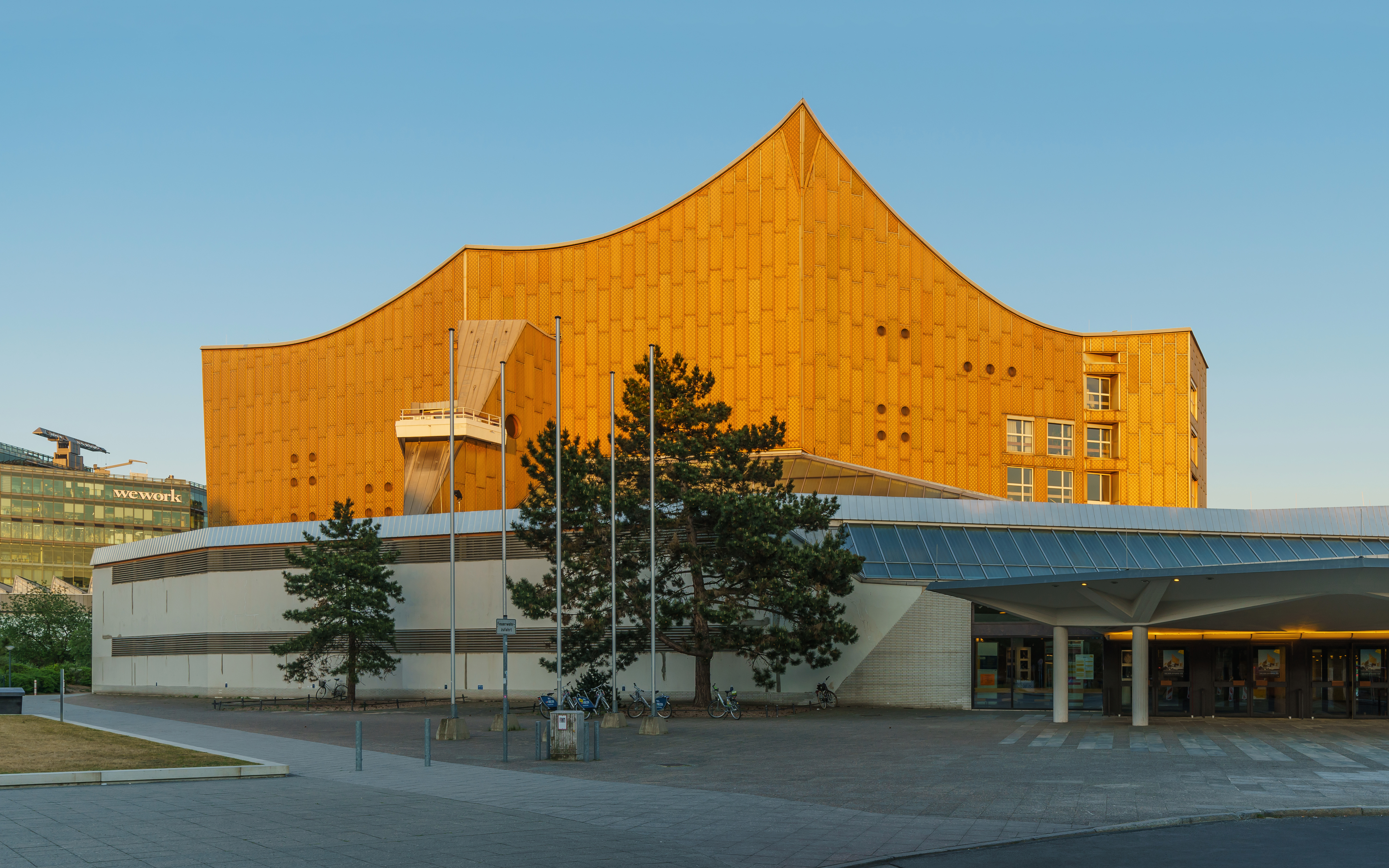
Filarmônica de Berlim.

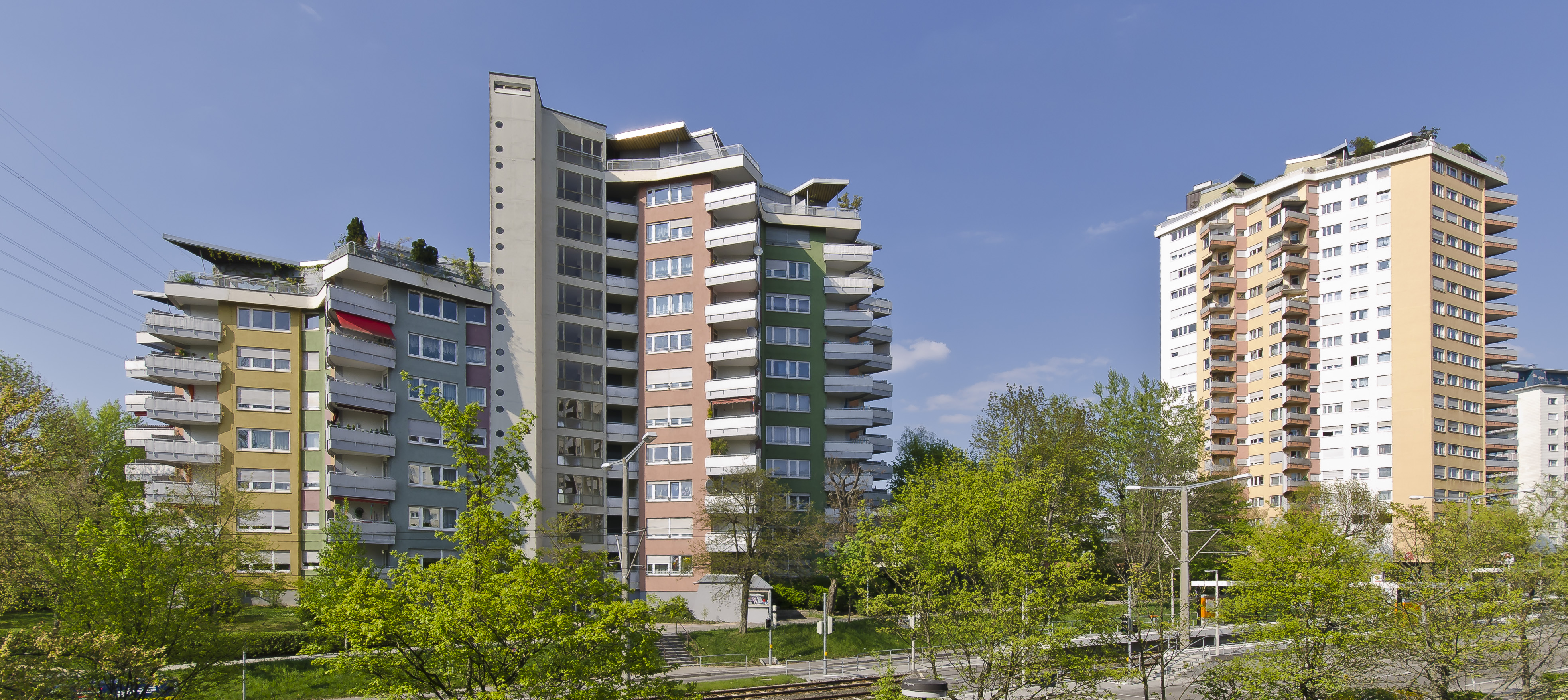
Conjunto residencial Romeu e Julieta em Stuttgart.

Bernhard Hans Henry Scharoun (Bremen, Alemanha, 20 de setembro de 1893 — Berlim, 25 de novembro de 1972) foi um arquiteto conhecido por desenhar a sala de concertos da Filarmônica de Berlim e a casa Schminke em Löbau. Foi um dos maiores expoentes da arquitetura orgânica.

## Biografia
De pequeno e na sua etapa escolar em Bremerhaven, já mostrara interesse pela arquitetura. Realizou os seus primeiros designs com a idade de 16 anos, e aos 18 apresentou-se a um concurso para a modernização de uma igreja.
Em 1912 iniciou os estudos de arquitetura na Universidade Técnica de Berlim (então Königliche Technische Hochschule). Contudo, não chegou a terminar os seus estudos, pois alistou-se como voluntário para servir durante a Primeira Guerra Mundial. Trabalhou com o seu mentor Paul Kruchen num programa de reconstrução da Prússia Oriental.
Ao teminar a guerra estabeleceu-se como arquiteto na cidade de Breslau. Ali desenvolveu os seus primeiros projetos e organizou várias exposições, entre elas, a primeira exposição do grupo expressionista Die Brücke.
Scharoun constitui um caso absolutamente singular. Entre 1933 e 1945 devotou-se, quase  obsessivamente, à realização de uma série de casas unifamiliares, desenhando um total de vinte e seis projetos. A habitação unifamiliar constituía uma tipologia que apenas interessou a Hans Scharoun nessa época.
A dificuldade de aceder a outras encomendas explica-se pelo próprio interessado — obviando de fato, a existência de numerosas  encomendas mais “obscuras”, como as numerosas residências militares que construiu em Berlim e Bremerhaven no citado período. Frente a estes últimos, a habitação representa um campo de relativa liberdade, que possibilitou o estabelecimento de uma linha de pesquisa pessoal.

## Obra
- Oficina de Correio

```
perto da estação, 
Bremen
, 
Alemanha
(
1922
). 
```

- Casa de madeira portátil, Legnica, Polônia (1926—1927).
- Casa na urbanização Weißenhof, Stuttgart, Alemanha (1926—1927).
- Projeto Casa Weite (1928).
- Residência , Wroclaw, Polônia (1928—1929).
- Casa de Apartamentos em Kaiserdamm, Berlim, Alemanha (1929).
- Casa de apartamentos, Berlim, Alemanha (1929—1930).
- Urbanização Siemensstadt, Berlim, Alemanha (1929—1931).
- Casa Schminke, Löbau, Alemanha (1930—1933).
- Casa Mattern, Potsdam, Alemanha (1932—1934).
- Casa Baensch, Berlim, Alemanha (1934—1935).
- Projetos visionários (1939—1945).
- Projeto Centro de ensino primário, Darmstadt, Alemanha(1951).
- Projeto Teatro Nacional de Kassel, Kassel, Alemanha (1952—1954).
- Residencial "Romeu e Julieta", Stuttgart, Alemanha (1954—1959).
- Urbanização Charlottenburg-Nord, Berlim, Alemanha (1954—1959).
- Colégio "Geschwister-Scholl", Lünen, Alemanha (1955—1962).
- Berliner Philharmonie, Berlim, Alemanha (1956—1963).
- Centro de ensino (projeto de Scharoun), Marl, Alemanha (1960—1971).
- Embaixada alemã, Brasília, Brasil (1964—1971).
- Biblioteca Nacional de Berlim (Potsdamer Strasse 33), Berlim, Alemanha (1964—1978).
- Teatro Municipal de Wolfsburgo, Wolfsburgo, Alemanha (1965—1973).
- Museu Marítimo Alemão, Bremerhaven, Alemanha (1969—1975).

## Prêmios e galardões
- 1954 - Doutor honoris causa pela Universidade Técnica de Berlim
- 1954 - Prêmio Fritz Schumacher
- 1955 - Prêmio das Artes de Berlim
- 1958 - Medalha de bronze da Academia Livre das Artes de Hamburgo
- 1959 - Großes Bundesverdienstkreuz (Grande Ordem do Mérito Federal)
- 1962 - Senador honorífico da Universidade Técnica de Berlim
- 1964 - Großer BDA-Preis
- 1965 - Doutor honoris causa pela Universidade de Roma
- 1965 - Prêmio Auguste Perret
- 1969 - Cidadão honorífico de Berlim
- 1970 - Prêmio Erasmus

De 1955 a 1968 foi presidente da Academia das Artes de Berlim ocidental. Posteriormente seria presidente honorário. Hans Scharoun foi membro fundador da sociedade berlinesa Paul Hindemith.